# Паркер, Бриджет
Бриджет Паркер (англ. Bridget Parker; род. 5 января 1939, Нортамберленд) — британская конница. Олимпийская чемпионка 1972 года.

## Биография
Бриджет Паркер родилась 5 января 1939 года в британском графстве Нортамберленд.
Получила образование в монастыре святой Марии в Аскоте.
В 1959 году вышла замуж за офицера, и его командировки регулярно прерывали её спортивную карьеру. После того как в 1968 году муж вышел в отставку и семья поселилась в Сомерсете, возобновила регулярные выступления.
В 1972 году вошла в состав сборной Великобритании на летних Олимпийских играх в Мюнхене. Первоначально была запасной для командного зачёта, но после того, как лошадь Дебби Уэст получила травму ноги, была включена в основной состав. Выступала на мерине Корнуолле Голде. В личных соревнованиях заняла 10-е место, набрав 7,53 балла и уступив 50,20 балла завоевавшему золото Ричарду Миду из Великобритании. В командном зачёте сборная Великобритании, за которую также выступали Ричард Мид, Мэри Гордон-Уотсон и Марк Филлипс, завоевала золотую медаль.